# Playing with Fire (Liam Cacatian Thomassen-låt)
"Playing with Fire" är en låt av den svenska artisten och Idol 2016-vinnaren Liam Cacatian Thomassen, utgiven den 9 december 2016. Låten är skriven av Rasmus Hedegaard, Alexander Tidebrink, Calle Lehmann samt gruppen Vigiland.
Liam fick "Playing with Fire" som sin vinnarlåt när han vann finalen av Idol 2016 som stod mellan honom och tvåan Rebecka Karlsson i Globen i Stockholm den 9 december 2016.

## Listplaceringar
| Lista (2016) | Topplacering |
| ------------ | ------------ |
| Sverige      | 4            |

### Fotnoter
1. ↑  ”Arkiverade kopian”. Arkiverad från originalet den 11 december 2016. https://web.archive.org/web/20161211192059/http://www.tv4.se/idol/klipp/liam-cacatian-thomassen-sjunger-vinnarl%C3%A5ten-playing-with-fire-under-idol-2016-3680152. Läst 15 december 2016.
2. ↑  http://www.umusicpub.se/sv-SE/News/2016/12/Swedish-Idol.aspx
3. ↑  ”Arkiverade kopian”. Arkiverad från originalet den 20 december 2016. https://web.archive.org/web/20161220172617/http://www.josepvinaixa.com/blog/liam-cacatian-thomassen-playing-with-fire/. Läst 15 december 2016.
4. ↑  ”Playing with Fire”. Swedishcharts. 28 februari 2016. http://swedishcharts.com/showitem.asp?interpret=Liam+Cacatian+Thomassen&titel=Playing+With+Fire&cat=s. Läst 1 januari 2017.